# 朱文祥 (外交官)
朱文祥，中華民國外交官、政府官員。畢業於國立臺灣大學政治學系學士，曾任駐紐西蘭臺北經濟文化辦事處秘書、外交部國會聯絡組執行秘書、駐英國台北代表處愛丁堡辦事處長、駐邁阿密臺北經濟文化辦事處長、北美事務協調委員會秘書長兼代主任委員、駐瑞典台北代表團代表、駐吉里巴斯大使、外交部南部辦事處長、駐洛杉磯臺北經濟文化辦事處總領事銜處長等職務。

## 職業生涯
2005年9月，中華民國總統陳水扁訪問中南美洲的邦交國，並首次過境美國邁阿密，駐邁阿密辦事處長朱文祥表示「我們那麼多年來，從來沒有成功過境這裡，所以大家是以一種辦喜事的心情來迎接陳總統的到來。」但受到飓风丽塔的影響，陳水扁的行程大幅縮短。
朱文祥擔任駐瑞典代表期間，曾帶領台灣參訪團訪問马尔默市，市長Carin Wredetrom親自迎接進入市政廳內，並在市政廳前升起中華民國國旗以示尊重。2010年11月，台灣電影《艋舺》獲得第21屆斯德哥尔摩电影节的「Telia電影獎」，由朱文祥代表導演鈕承澤上台領獎。
2014年1月，中華民國捐贈邦交國吉里巴斯170餘萬澳大利亚元，用以採購「列嶼暨鳳凰群島平底運輸船」。10月，吉里巴斯媒體報導，該筆經費沒有匯到造船公司，而是被轉到海外帳戶，吉里巴斯商工暨合作部長表示，那筆錢已經憑空消失了，政府與警方正在調查。駐吉里巴斯大使朱文祥除了向該國總統湯安諾表達關切外，大使館亦呈報節略該國政府，要求儘速查明真相並提供經費執行進度報告。
2018年7月，南加州的國立台灣大學校友會舉行年會，該校政治學系畢業的駐洛杉磯辦事處長朱文祥，以及台大校長當選人管中閔均受邀出席致詞。因為1月的台大校長遴選事件，使得年會遭到部分親綠校友的抵制，朱文祥也以「不出席、不為新舊會長監交」表達立場，經協調後，改為「出席並完成新舊會長交接，隨即趕往下個行程」。會中，朱文祥與管中閔同桌，中間只隔著僑領，卻沒互動。
2019年2月，駐洛杉磯辦事處長朱文祥在華僑文教服務中心的春節團拜致詞時提到，民間傳說年獸體積龐大卻很膽小，會被小小的鞭炮嚇跑，這與中國大陸相似。中國大陸面積雖大，但容不下不同聲音，從當局封殺臉書、推特等影響言論自由的行為可見一斑。他不是挑釁，中國大陸人民是可愛的，問題出在中國共產黨是「癌細胞」，其專制獨裁嚴重影響中國社會的健康發展。中國大陸近年來經濟改革取得不小成就，但政治改革仍然落後。他希望新的一年，中國有識之士儘快覺醒，加快中國大陸的自由民主進程。
對於美國、澳洲施壓關閉中國孔子学院的趨勢，朱文祥認為「在傳播知識上，美國等西方國家最重視的就是自由意志。洛杉磯華僑文教服務中心是一個開放而且尊重個人意願的空間，就像台灣的民主政治一樣，尊重個人意願的選擇。無論是什麼學院，如果蘊含的是非自由意願，或帶有政治意涵的目的，那就很不可愛」。
2019年6月19日，美國《洛杉磯時報》刊登題為「一件模糊的台灣謀殺案如何導致香港大規模的抗議活動」報導。27日，該報刊登駐洛杉磯辦事處長朱文祥的投書，表達台灣支持香港的自由，並呼籲世界各國聲援。
2019年9月20日，吉里巴斯與中華民國斷交，曾任駐吉里巴斯大使的朱文祥表示，在2003年建交後，由於吉里巴斯的地理位置非常重要，中國從未放棄，即使斷交後，航太監測站也未完全撤離，大件器材用鐵鏈大鎖封存在原大使館內，成立掛名的漁業公司並派人留守，以關注事態發展，「好像隨時要回來」。吉里巴斯雖然允許中華民國進入並使用原大使館建築與設施，但擔憂內有爆破自毀裝置，從未打開，只在相鄰的一片空地上另建大使館。回憶擔任大使期間，朱文祥坦言上任之初「每天都在努力應付生活環境中的各種致命挑戰」，「非常艱苦，但是非常有意義，永生難忘」。
2019年9月23日，駐洛杉磯辦事處長朱文祥為購置的辦事處新館舉行揭牌儀式，預計2021年3月正式啟用。

## 退休
2020年7月，駐洛杉磯辦事處長朱文祥表示，因其高齡的母親病危，且在台灣舉目無親，便決定提早退休返台照顧。同期退休的辦事處人員包括副總領事暨洛杉磯華僑文教服務中心主任翁桂堂、科技組長張展揚、經濟組長王廷驊。